# Ince-in-Makerfield
Ince-in-Makerfield är en ort i distriktet Wigan, Storbritannien. Den ligger i grevskapet Greater Manchester och riksdelen England, i den centrala delen av landet, 280 km nordväst om huvudstaden London. Ince-in-Makerfield ligger 41 meter över havet och antalet invånare är 11 185.
Terrängen runt Ince-in-Makerfield är platt. Runt Ince-in-Makerfield är det mycket tätbefolkat, med 1 095 invånare per kvadratkilometer. Närmaste större samhälle är Bolton, 13,3 km öster om Ince-in-Makerfield. Trakten runt Ince-in-Makerfield består i huvudsak av gräsmarker.